# University of Puget Sound

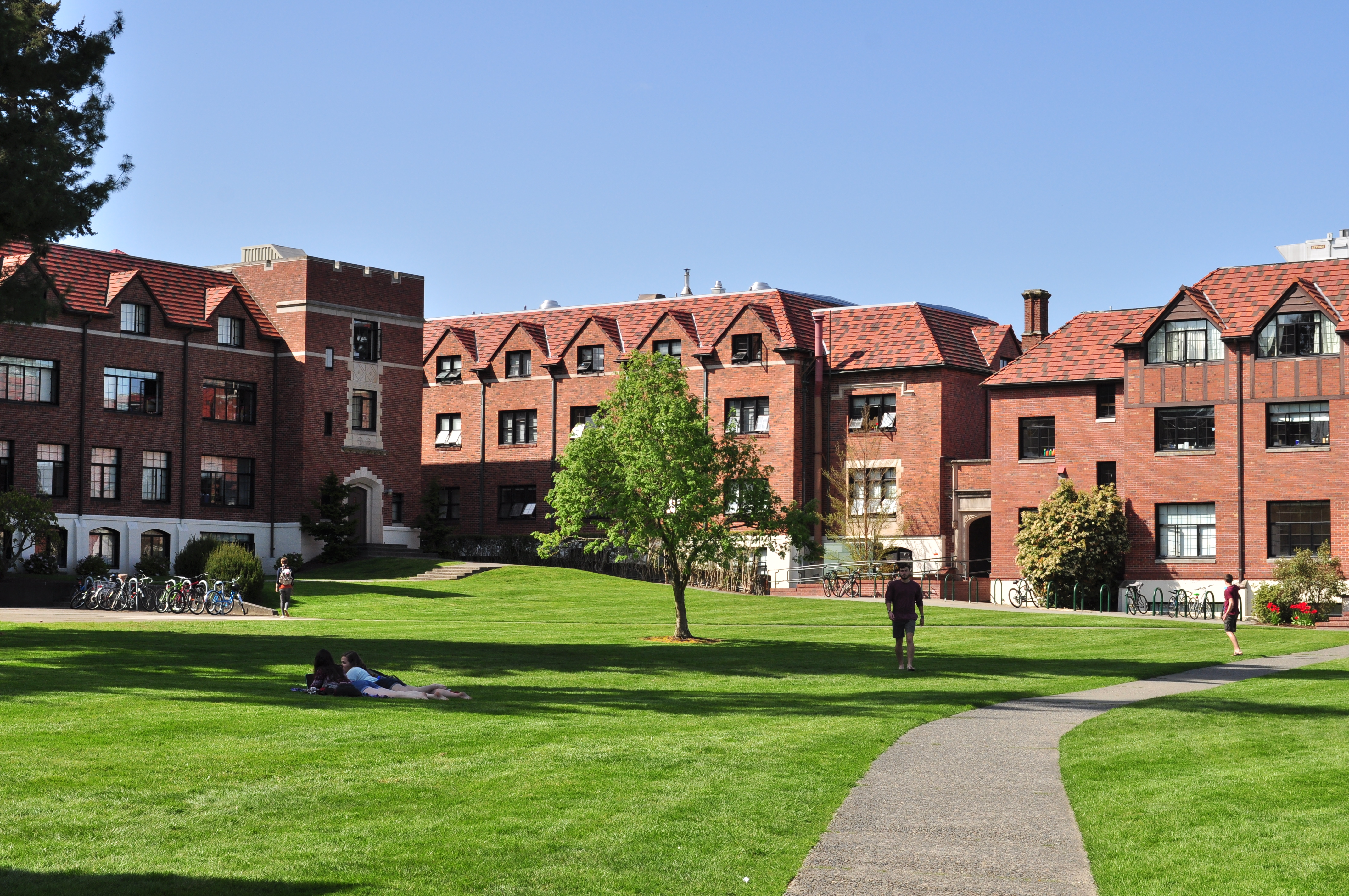
Wohnanlagen Langdon Hall, Harrington Hall, und Schiff Hall.

Die 1888 gegründete University of Puget Sound (UPS) ist eine Privatuniversität in North Tacoma, im amerikanischen Bundesstaat Washington nahe dem Puget Sound. Sie zählt zu den Liberal Arts Colleges. Das Motto der UPS lautet pros ta akra (altgriechisch προς τα άκρα).
Derzeit sind 2785 Studierende an der UPS eingeschrieben; diese werden von 219 Mitarbeitern betreut (ergibt 1 Mitarbeiter auf 11 Studierende). 13. Universitätspräsident ist seit 16. Juli 2003 Ronald R. Thomas.
Es werden über 1200 Kurse angeboten. Neben vielen Bachelor-Studiengängen (zum Beispiel Kunst und Naturwissenschaften) sind auch Master-Studiengänge möglich.
Die Sportteams der Universität heißen „Loggers“, das Maskottchen ist „Grizz the Logger“. 98 % der Studierenden wohnen auf dem 39,25 Hektar großen Campus, der sich in einem Wohngebiet befindet.